# Mauerbach (vattendrag)
Mauerbach är ett vattendrag i Österrike. Det ligger i den östra delen av landet, 11 km väster om huvudstaden Wien.
I omgivningarna runt Mauerbach växer i huvudsak blandskog. Runt Mauerbach är det mycket tätbefolkat, med 3 134 invånare per kvadratkilometer.